# Physalaemus nanus
Physalaemus nanus es una especie de anfibio de la familia Leptodactylidae. Es endémica del sur de Brasil, más concretamente de los estados de Santa Catarina y Rio Grande do Sul. Habita tanto en bosques como en zonas alteradas por debajo de los 1200 m de altitud. Su principal amenaza es la pérdida de su hábitat natural, si bien su clasificación, en 2004, era de preocupación menor.